# Deutschbaltisches biographisches Lexikon 1710–1960
«Deutschbaltisches biographisches Lexikon 1710–1960» (Біографічний словник балтійських німців) — німецький біографічний словник, присвячений визначним діячам балтійської німецької спільноти 1710—1960 років. Вийшов 1970 року в Кельні-Відні у видавництві Бельгау. Створений з ініціативи Балтійської історичної комісії в Геттінгені, Німеччина. З 2012 року оцифрована версія словника доступна в інтернеті, на BBLD.

## Видання
- Deutschbaltisches biographisches Lexikon 1710–1960. Im Auftrag der Baltischen Historischen Kommission begonnen von Olaf Welding und unter Mitarbeit von Erik Amburger und Georg von Krusenstjern hrsg. von Wilhelm Lenz. Köln/Wien: Böhlau, 1970, ISBN 3-412-42670-9.